# Panicum prionitis
Panicum prionitis är en gräsart som beskrevs av Christian Gottfried Daniel Nees von Esenbeck. Panicum prionitis ingår i släktet vipphirser, och familjen gräs. Inga underarter finns listade i Catalogue of Life.